# متلازمة هاريسون
متلازمة هاريسون (بالإنجليزية: Harrison Syndrome)‏ هو نوع من أنواع النقرس المزمن والذي تظهر معه رواسب رملية.